# Secundaire transmissie

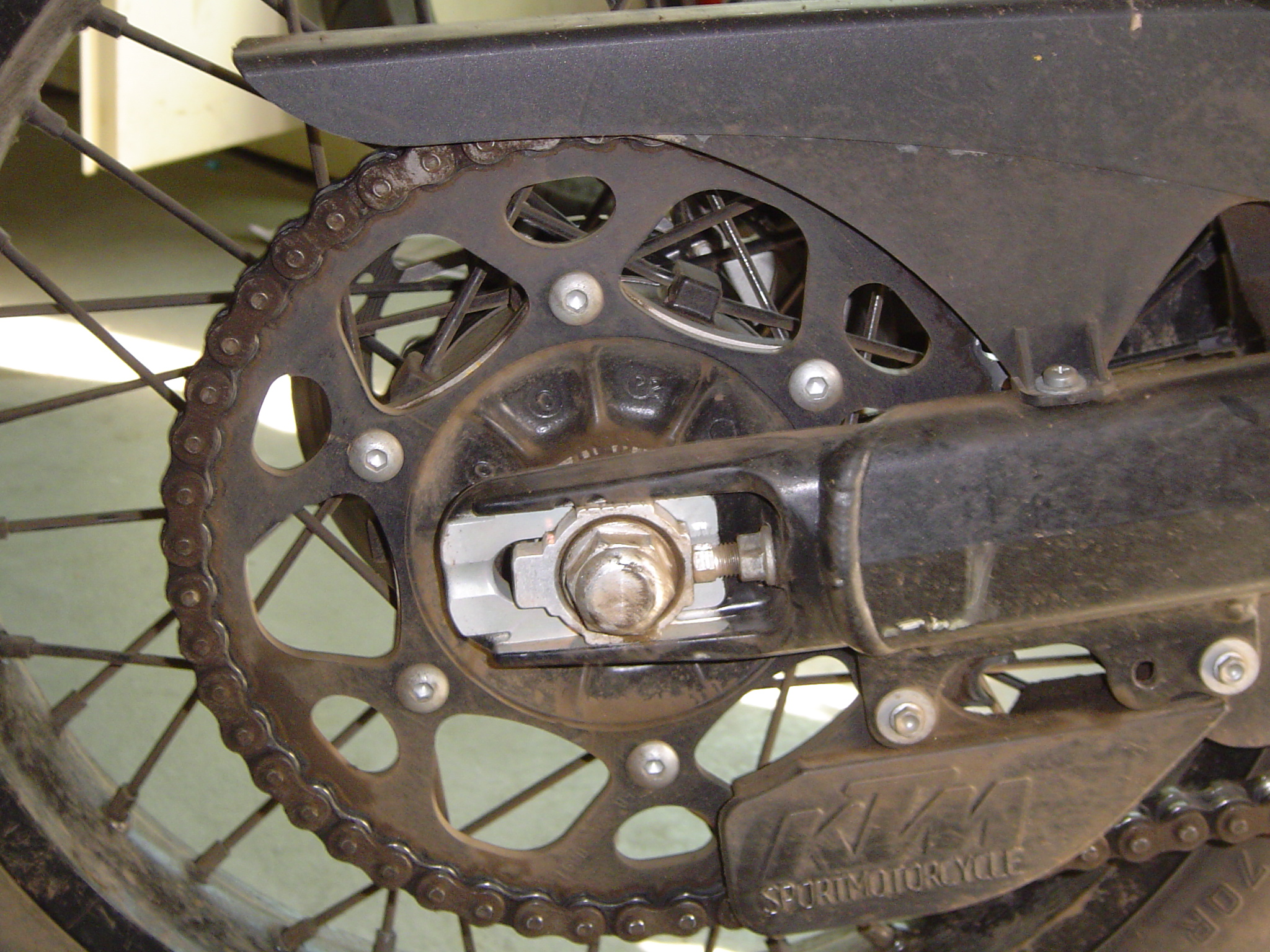
Secundaire transmissie met een ketting bij een terreinmotor

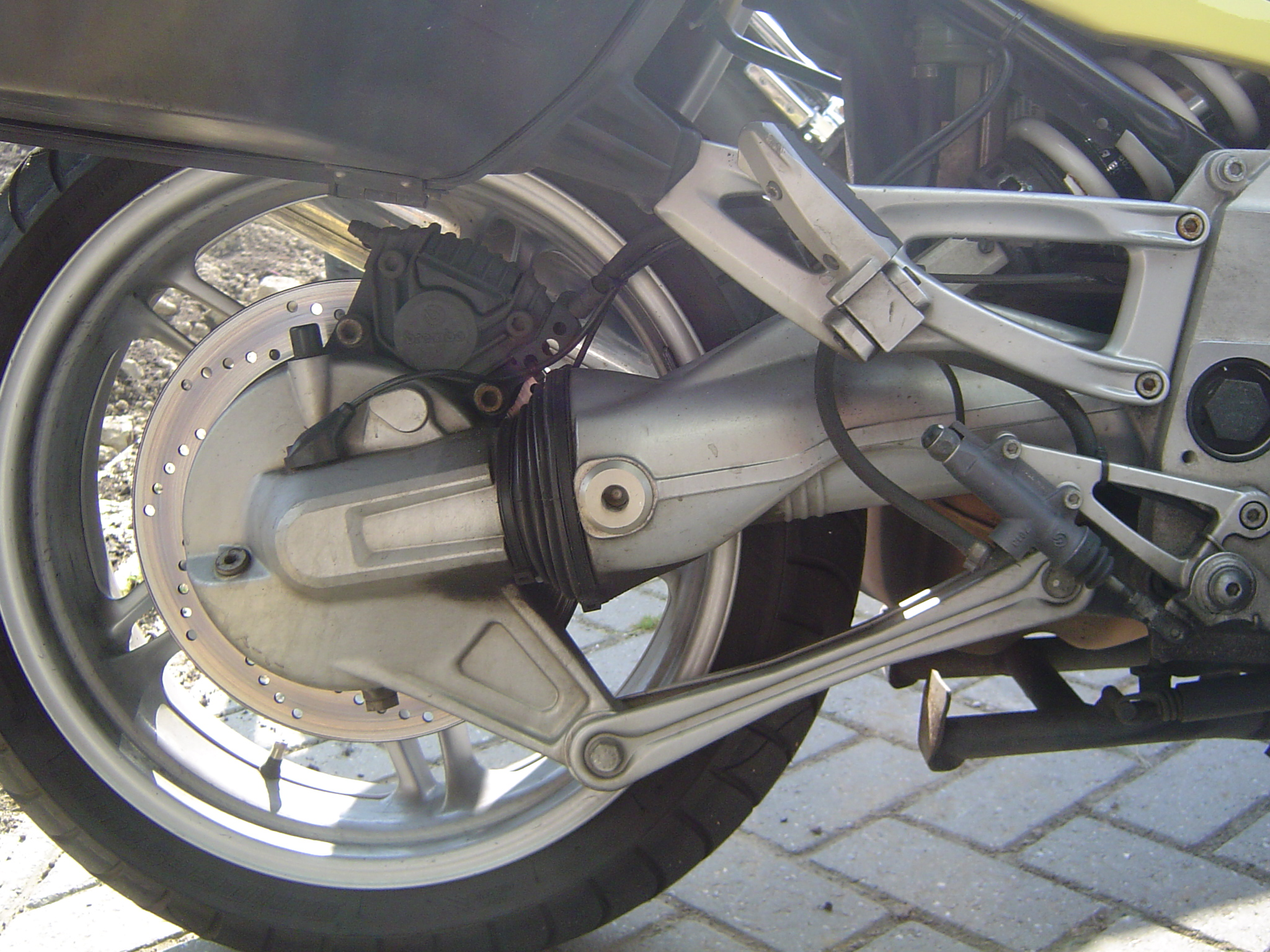
Secundaire transmissie met een cardanaandrijving bij een BMW-motorfiets

De secundaire transmissie is de aandrijving tussen de versnellingsbak en het achterwiel van een motorfiets.
Zij dankt haar naam in feite aan het bestaan van de primaire transmissie, de aandrijving tussen krukas en koppeling.
De secundaire aandrijving kan worden verzorgd door een ketting, cardanaandrijving of belt drive.